# Roddenberryus kirk
Espèce
Roddenberryus kirk est une espèce d'araignées aranéomorphes de la famille des Caponiidae.

## Distribution
Cette espèce est endémique du Costa Rica. Elle se rencontre dans les provinces de Guanacaste et de San José.

## Description
Roddenberryus kirk compte deux yeux. La femelle holotype mesure 14,0 mm et le mâle paratype 4,8 mm

## Systématique et taxinomie
Cette espèce a été décrite par Sánchez-Ruiz et Bonaldo en 2023.

## Étymologie
Cette espèce est nommée en référence à James Tiberius Kirk. 

## Publication originale
- Sánchez-Ruiz & Bonaldo, 2023 : « Strange new spiders: on Roddenberryus, a new and unusual caponiid genus (Araneae, Caponiidae). » European Journal of Taxonomy, vol. 891, p. 1-25 (texte intégral).